# José Carlos Toffolo Junior
José Carlos Toffolo Júnior (Valinhos, Brasil; 2 de marzo del 1989), conocido como Alemão, es un exjugador y entrenador de fútbol brasileño que jugaba como delantero. Actualmente es el entrenador principal del Atlético Monte Azul.

## Trayectoria
Alemão comenzó su carrera en  Santos, y firmó un contrato profesional con el club en 2005. Hizo su debut con el primer equipo el 31 de enero de 2008, a partir de un 1-2  Campeonato Paulista derrota contra  Grêmio Barueri, debido a la lesión de Kléber Pereira.
En el 29 de julio de 2008 fue firmado por el club Udinese de la Serie A italiana en una transferencia libre, con el rendimiento basa honorarios sin embargo, Alemão no fue registrado en Lega Calcio como el club no tenía una cuota de suscripción adicional fuera de la UE (Udinese había firmado a Ricardo Chará, Dusan Basta, Alexis Sánchez y Odion Ighalo esa temporada pero solo los últimos 2 se registraron oficialmente en la Oficina de la Liga). Santos también presentó un nuevo contrato para Confederación Brasileña de Fútbol sistema BID-E para documentar un nuevo contrato que duró hasta el año 2011 el 28 de julio. Nunca pudo jugar para Santos durante el  Campeonato Brasileiro Série A ni Campeonato Paulista, debido a conflictos con la directiva del club. Alemão firmó oficialmente con el Udinese en junio de 2009. 
Con Udinese, Alemão jugó para la categoría Sub-20 del club, pese a contar con 21 años. En julio de 2010 fue vendido al club  Vicenza de la Serie B, por € 400.000. Hizo su debut en el extranjero, el 20 de agosto de 2010, reemplazando Alain Baclet en el minuto 66 en una pérdida 0-2 Serie B contra  Atalanta
El 31 de enero de 2011, fue intercambiado con Marco Cellini de Varese. En junio de 2011 Udinese entregó los derechos de registro siguen siendo 50% de forma gratuita.
Cruz Azul
El 11 de diciembre de 2014.Se concreta su fichaje a Cruz Azul de la Liga Bancomer MX.  Debutó el 17 de enero del 2015 en contra de Club Santos Laguna. En dicho encuentro anotó su primer gol haciendo que Cruz Azul ganara el partido. En la Liga Bancomer MX ha destacado por su intensa participación en el juego, fue capaz de suplir la baja del paraguayo Roque Santa Cruz haciéndose frente en la delantera del Cruz Azul debido a que el paraguayo se había lesionado. Alemão participó en 10 juegos del Torneo Clausura 2015 (México), marcando 3 tantos.
Sin embargo, a pesar de su regular participación con el equipo celeste, el 2 de junio y tras sólo 6 meses en la escuadra con contrato aún vigente, la directiva celeste coloca al jugador como transferible, al no entrar en planes para el Torneo Apertura 2015.
A mediados de julio de 2015, se hace oficial su traspaso al fútbol brasileño con el Figueirense Futebol Clube.
El 18 de septiembre de 2016, Alemão anunció su fichaje por el FC Eindhoven de la segunda división del balompié holandés. El delantero brasileño llega al futbol tulipán tras un modesto paso por el Figueirense, de su país natal.

## Clubes
| Club                                       | País          | Año         |
| ------------------------------------------ | ------------- | ----------- |
| Santos F.C                                 | Brasil        | 2008 - 2009 |
| Udinese Calcio                             | Italia        | 2009 - 2010 |
| L.R. Vicenza Virtus                        | Italia        | 2010 - 2012 |
| A.S. Varese (Préstamo)                     | Italia        | 2011        |
| Grêmio Catanduvense (Préstamo)             | Brasil        | 2012        |
| Guaratinguetá F.L.                         | Brasil        | 2012        |
| A.A.Ponte Preta                            | Brasil        | 2013        |
| Vitória F.C. (Préstamo)                    | Brasil        | 2013        |
| A.F. Chapecoense (Préstamo)                | Brasil        | 2014        |
| Portuguesa F.C. (Préstamo)                 | Brasil        | 2014        |
| Cruz Azul                                  | México        | 2015        |
| Figueirense F.C.                           | Brasil        | 2015 - 2016 |
| ABC F.C.                                   | Brasil        | 2016        |
| Botafogo F.C.R.P.                          | Brasil        | 2016        |
| F.C. Eindhoven                             | Países Bajos  | 2016        |
| Parana Clube                               | Brasil        | 2017 - 2018 |
| Busan IPark F.C.                           | Corea del Sur | 2018        |
| C.S. Alagoano                              | Brasil        | 2018 - 2019 |
| Ituano F.C.                                | Brasil        | 2019        |
| Guarani Futebol Clube                      | Brasil        | 2020        |
| America Football Club                      | Brasil        | 2021        |
| Jaraguá Esporte Clube                      | Brasil        | 2021        |
| Goianésia Esporte Clube (préstamo)         | Brasil        | 2021        |
| Maringá Futebol Clube                      | Brasil        | 2021 - 2023 |
| Associação Desportiva Confiança (préstamo) | Brasil        | 2022        |